# Dolní Bojanovice
Dolní Bojanovice (en allemand : Unter Bojanowitz) est une commune du district de Hodonín, dans la région de Moravie-du-Sud, en Tchéquie. Sa population s'élevait à 3 013 habitants en 2020.

## Géographie
Dolní Bojanovice est arrosée par la Prušánka, et se trouve à 8 km à l'ouest du centre de Hodonín, à 49 km au sud-est de Brno et à 232 km au sud-est de Prague.
La commune est limitée par Mutěnice au nord, par Hodonín à l'est, par Lužice et Mikulčice au sud, et par Josefov et Starý Poddvorov à l'ouest.

## Histoire
La première mention écrite de la localité date de 1196.